# Miserey
Miserey település Franciaországban, Eure megyében. Lakosainak száma 599 fő (2022. január 1.). Miserey Boncourt, Cierrey, Gauciel, Hardencourt-Cocherel, Huest és Jouy-sur-Eure községekkel határos.

## Népesség
A település népességének változása:
| Lakosok száma | 302  | 431  | 448  | 506  | 582  | 619  | 629  | 643  | 634  | 599  |
|               | 1968 | 1982 | 1990 | 2006 | 2013 | 2015 | 2017 | 2019 | 2020 | 2022 |